# 赵守训 (1922年)
赵守训（1922年10月20日—2018年2月15日），男，山东齐东人，中国天然药物化学家、中草药学家、药学教育家，曾任中国药科大学教授、博士生导师，药典委员会委员。